# Ryszard Katus
Ryszard ou Richard Katus (né le 29 mars 1947 à Boska Wola) est un athlète polonais spécialiste du décathlon. Licencié au Gwardia Warszawa de Varsovie, il mesure 1,84 m pour 81 kg. Devenu vétéran, il parvient à rejoindre les États-Unis et concourt sous le nom de Richard Katus.

## Carrière

### Palmarès
| Date | Compétition           | Lieu     | Résultat | Performance |
| ---- | --------------------- | -------- | -------- | ----------- |
| 1972 | Jeux olympiques d'été | Munich   | 3e       | 7 984 pts   |
| 1974 | Championnats d'Europe | Rome     | 5e       | 7 920 pts   |
| 1976 | Jeux olympiques d'été | Montréal | 12e      | 7 616 pts   |

### Records
| Épreuve   | Performance | Date |
| --------- | ----------- | ---- |
| Décathlon | 7 977 pts   | 1976 |